# Some Hearts
«Some Hearts» (англ. Деякі серця) — дебютний студійний альбом американської кантрі-співачки Керрі Андервуд. У США вийшов 15 листопада 2005 через лейбл Arista Nashville. Платівка випустила п'ять синглів: «Jesus, Take the Wheel», «Some Hearts», «Don't Forget to Remember Me», «Before He Cheats» та «Wasted». Північноамериканське видання містить бонусний трек із піснею «Inside Your Heaven» — композицією, з якою Андервуд перемогла на 4 сезоні реаліті-шоу American Idol.
Платівка стала бестселером серед всіх музичних жанрів на території США в 2006. Протягом 2006 і 2007 альбом був бестселером серед кантрі-альбомів США. Платівка отримала 8 платинових сертифікацій від компанії RIAA та 3 від канадської Music Canada. «Some Hearts» є найшвидшим дебютним кантрі-альбомом по продажам за історію Nielsen SoundScan, бестселером сольного жіночого дебютного альбому в історії кантрі музики, бестселером серед кантрі-альбомів за 2000-е десятиріччя, бестселером серед альбомів, що випустили учасники American Idol в США.
У 2009 RIAA додала альбом у список 100 бестселерів всіх часів. Продажі по США перевищують 7,45 мільйонів, продажі по світі становлять понад 9 мільйонів. У грудні 2009 Billboard оголосив, що «Some Hearts» став найпродаваним кантрі-альбомом десятиліття та 14 альбомом-бестселером серед всіх музичних жанрів.
Альбом та сингли були позитивно сприйняті музичними критиками. Завдяки дебютній роботі Андервуд виграла три Греммі: у категорії Best New Artist у 2007 і двічі у категорії Best Female Country Vocal Performance — за «Jesus, Take the Wheel» у 2007 та «Before He Cheats» у 2008. Додатково «Some Hearts» виграв у категорії Album of the Year на церемонії нагороджень 2007 Academy of Country Music Awards, а сингли «Jesus, Take the Wheel» та «Before He Cheats» виграли у категорії Single of the Year на церемонії нагороджень 2006 Academy of Country Music Awards та 2007 Academy of Country Music Awards відповідно.
В 2006 Андервуд провела своє перше турне. «Carrie Underwood: Live 2006» почався 4 квітня 2006 і закінчився 30 листопада 2006.

## Сингли
Сингл «Inside Your Heaven», з яким Андервуд виграла 4 сезон реаліті-шоу American Idol, дебютував на перше місце чарту Billboard Hot 100 за п'ять місяців до релізу альбому «Some Hearts». Лише північноамериканське видання містить цей сингл в якості бонусного треку. Станом на початок 2018 пісня «Inside Your Heaven» є єдиним синглом Андервуд, який посів 1 місце на Billboard Hot 100. Було продано понад 880,000 копій синглу.
Перший сингл альбому — «Jesus, Take the Wheel» пробув на першому місці чарту U.S. Billboard Hot Country Songs протягом шести тижнів та досяг 20 місця на Billboard Hot 100. У серпні 2008 було оголошено, що пісня «Jesus, Take the Wheel» продалася у понад 1 мільйон копій та здобула платинову сертифікацію від RIAA. Станом на лютий 2016 було продано 2,473,000 копій синглу на території США, а пісня має три платинові сертифікації від RIAA.
Другий сингл «Some Hearts», спочатку його написала Діана Воррен для Маршала Креншоу у 1989, Андервуд переробила і він вийшов для радіо поп та сучасної-музики у жовтні 2005. Сингл досяг 12 місця на чарті Adult Contemporary. Станом на червень 2011 було продано 207,000 копій синглу.
Третій сингл «Don't Forget to Remember Me» досяг першого місця чарту Mediabase Country, другого місця чарту Hot Country Songs та 49 місця чарту Billboard Hot 100. На території США було продано 403,000 копій, а сингл отримав золоту сертифікацію від RIAA.
Четвертий сингл «Before He Cheats» вийшов у серпні 2006 і став найшвидшим синглом із альбому «Some Hearts» по підняттю на чартах. Пісня досягла топу-20 чарту Hot Country Songs ще до випуску офіційного музичного відео. Сингл «Before He Cheats» досяг першого місця чарту Hot Country Songs та пробув на вершині п'ять послідовних тижнів. Він досяг 8 місця чарту Hot 100 через 38 тижнів після випуску, що стало найдовшим просуванням синглу у топ-10 за історію чарту. Пісня є найпродаваним синглом Андервуд, маючи станом на серпень 2016 4,312,000 цифрових завантажень, що робить його третім бестселером серед кантрі-пісень після «Need You Now» гурту Lady Antebellum та «Love Story» Тейлор Свіфт. Сингл має п'ять платинових сертифікацій від RIAA.
П'ятий і фінальний сингл альбому «Wasted» досяг першого місця чарту Hot Country Songs та пробув там 3 послідовні тижні; він досяг 37 місця чарту Hot 100. У серпні 2015 пісня отримала платиновий сертифікат від RIAA, досягши продажів у 705,000 копій.

## Список композицій
| Some Hearts – Стандартне видання | Some Hearts – Стандартне видання  | Some Hearts – Стандартне видання            | Some Hearts – Стандартне видання |
| #                                | Назва                             | Автор                                       | Тривалість                       |
| -------------------------------- | --------------------------------- | ------------------------------------------- | -------------------------------- |
| 1.                               | «Wasted»                          | Трой Вергес, Марв Грін, Гілларі Ліндзі      | 4:34                             |
| 2.                               | «Don't Forget to Remember Me»     | Морган Хаєс, Келлі Ловелас, Ешлі Горлі      | 4:00                             |
| 3.                               | «Some Hearts»                     | Діана Варрен                                | 3:48                             |
| 4.                               | «Jesus, Take the Wheel»           | Бретт Джеймс, Гілларі Ліндзі, Горді Сампсон | 3:46                             |
| 5.                               | «The Night Before (Life Goes On)» | Венделл Моблі, Неіл Трашер, Даймонд Ріо     | 3:54                             |
| 6.                               | «Lessons Learned»                 | Діана Варрен                                | 4:09                             |
| 7.                               | «Before He Cheats»                | Кріс Томпкінс, Джош Кеар                    | 3:19                             |
| 8.                               | «Starts with Goodbye»             | Ангело, Гілларі Ліндзі                      | 4:06                             |
| 9.                               | «I Just Can't Live a Lie»         | Стів Робсон, Вейн Гектор                    | 3:59                             |
| 10.                              | «We're Young and Beautiful»       | Ріверс Ратерфорд, Стів МакЕван              | 3:53                             |
| 11.                              | «That's Where It Is»              | Мелісса Пірс, Стів Робсон, Ґрег Бекер       | 3:35                             |
| 12.                              | «Whenever You Remember»           | Діана Варрен                                | 3:47                             |
| 13.                              | «I Ain't in Checotah Anymore»     | Керрі Андервуд, Трой Брюс, Ангело           | 3:21                             |
| 50:19                            |                                   |                                             |                                  |

| Some Hearts – Північноамериканський бонусний трек | Some Hearts – Північноамериканський бонусний трек | Some Hearts – Північноамериканський бонусний трек | Some Hearts – Північноамериканський бонусний трек |
| #                                                 | Назва                                             | Автор                                             | Тривалість                                        |
| ------------------------------------------------- | ------------------------------------------------- | ------------------------------------------------- | ------------------------------------------------- |
| 14.                                               | «Inside Your Heaven»                              | Andreas Carlsson Pelle Nyhlén Savan Kotecha       | 3:45                                              |
| 54:04                                             |                                                   |                                                   |                                                   |

## Кампанія просування
Задля просування альбому у 2006 Андервуд розпочала своє перше турне, яке називалося «Carrie Underwood: Live 2006». Тур почався 4 квітня 2006 і закінчився 30 листопада 2006. 26 жовтня 2005 для промоушену у студії Blackbird Studios Андервуд виконала пісні «Jesus, Take the Wheel», «Wasted», «Some Hearts» та «Inside Your Heaven» для AOL Sessions.

## Рецензії
Альбом здобув позитивні рецензії від музичних критиків. Пенні Рондінелла з About.com написала позитивну рецензію, нагороджуючи альбом чотирма із половиною зірками із максимальних п'яти, кажучи: «Дебютний альбом переможниці 4 сезону American Idol Керрі Андервуд є таким, яким і очікували; кантрі відчувається із деякими домішками поп-музики. У її вокалі наявна широка різноманітність, що свідчить про її справжній талант.» AllMusic оцінив платівку у 4 із 5 зірок, класифікувавши альбом як «гімн кантрі поп-музики, ідеальний для кантрі радіо або для радіостанцій сучасної музики, без наявності стібка Шанайї Твейн — її дебютний альбом, „Some Hearts“, не лише визначний серед інших робіт виконавців, а й найкращий із тих часів, як Хіл випустив альбом „Breathe“ у 1999.» Критики широко хвалили вокальні виконання Андервуд, кажучи, що «вона звучить переконливо однаково як і у таких сентиментальних композиціях як „Jesus, Take the Wheel“, так і у поп-піснях як „Some Hearts“; і навіть якщо вона не звучить достатньо жорстко у приспівах „Before He Cheats“ — все ж гарчить із достатньою кількістю пристрасті.»

## Номінації та нагороди
Альбом виграв у категорії Album of the Year на церемонії нагороджень 2007 Academy of Country Music Awards, тоді як сингл «Jesus, Take the Wheel» виграв у категорії Single of the Year на попередній 2006 Academy of Country Music Awards. Сингл «Before He Cheats» переміг у номінації Single of the Year на 2007 Country Music Association Awards. У 2007 на 49-ій церемонії нагородження Греммі Андервуд виграла у номінації Grammy Award for Best New Artist та Grammy Award for Best Female Country Vocal Performance за пісню «Jesus, Take the Wheel», яка також виграла у номінації Best Country Song та була номінована у категорії Song of the Year. Наступного року на 50-ій церемонії нагородження Греммі Андервуд виграла у номінації Grammy for Best Female Country Vocal Performance за пісню «Before He Cheats». Сингл також виграв у номінації Best Country Song у номінації авторів пісень та був номінований на Song of the Year.
| Нагорода                             | Категорія                                     | Результат |
| ------------------------------------ | --------------------------------------------- | --------- |
| 41st Academy of Country Music Awards | Album of the Year                             | Перемога  |
| 2006 Billboard Music Awards          | Album of the Year                             | Перемога  |
| 2006 Billboard Music Awards          | Country Album of the Year                     | Перемога  |
| 2006 Billboard Music Awards          | Female Billboard 200 Album Artist of the Year | Перемога  |
| 2007 American Music Awards           | Favorite Country Album                        | Перемога  |
| 2007 Billboard Music Awards          | Country Album of the Year                     | Перемога  |
| 2009 Billboard Music Awards          | Country Album of the Decade                   | Перемога  |

## Продажі
З часу виходу платівка «Some Hearts» отримала 8 платинових сертифікацій від RIAA; альбом став найшвидшим у продажах дебютним кантрі альбомом в історії Nielsen SoundScan, бестселером сольного жіночого дебютного альбому в історії кантрі музики, бестселером серед кантрі-альбомів за 2000-е десятиріччя, бестселером серед альбомів, що випустили учасники American Idol в США.
Згідно із Forbes на грудень 2007 в усьому світі було продано понад 8 мільйони копій платівки. Було оголошено, що станом на березень 2016 по світу було продано понад 9 мільйонів копій альбому. Станом на серпень 2009 на території США було продано 6,825,000 копій, а станом на грудень 2015 — понад 7,450,000 копій. 24 жовтня 2016 альбом отримав свою восьму платинову сертифікацію від RIAA.
У грудні 2009 Billboard оголосив, що «Some Hearts» став найпродаваним кантрі-альбомом десятиліття та 14 альбомом-бестселером серед всіх музичних жанрів. У виданні від 6 серпня 2016 Billboard повідомив, що «Some Hearts» просунувся на 7 місце в списку Кантрі альбомів всіх часів; сингл «Before He Cheats» зайняв 64 місце у списку Кантрі пісень всіх часів.

### Сертифікації
| Країна        | Сертифікація (таблиця продажів та сертифікатів) | Продажі    |
| ------------- | ----------------------------------------------- | ---------- |
| Канада (CRIA) | 3× Платина                                      | +300,000   |
| США (RIAA)    | 8× Платина                                      | +8,000,000 |

| Дата             | Сертифікація (таблиця продажів та сертифікатів) |
| ---------------- | ----------------------------------------------- |
| 9 грудня 2005    | Золото                                          |
| 9 грудня 2005    | Платина                                         |
| 6 січня 2006     | 2× Платина                                      |
| 28 квітня 2006   | 3× Платина                                      |
| 6 листопада 2006 | 4× Платина                                      |
| 10 січня 2007    | 5× Платина                                      |
| 10 травня 2007   | 6× Платина                                      |
| 6 лютого 2008    | 7× Платина                                      |
| 24 жовтня 2016   | 8× Платина                                      |

## Чарти
Альбом «Some Hearts» дебютував на 2 місце чарту Billboard 200 позаду альбому Мадонни «Confessions on a Dance Floor», та на перше місце чарту Billboard Top Country Albums, продаючи за перший тиждень від релізу 315,000 копій. Високі продажі першого тижня зробили «Some Hearts» найбільшим дебютом серед будь-яких кантрі-виконавців з часів появи системи Nielsen SoundScan у 1991. Платівка також стала п'ятим бестселером першого тижня від випуску серед учасників реаліті-шоу American Idol (після «Soulful» Рубена Стаддарда, її ж «Play On» та «Carnival Ride», і «Measure of a Man» Клейя Ейкена, які, відповідно, продали 417,000 копій, 318,000 копій, 527,000 копій і 613,000 копій у перший тиждень від виходу). На тижні від 25 грудня 2006 — на 58-у тижні на чарті — альбом підвищився до 4 місця на Billboard 200, продаючи майже 300,000 копій за тиждень.
У 2006 альбом «Some Hearts» став альбомом-бестселером серед всіх жанрів у США. В обидвох 2006 і 2007 альбом також був бестселером у кантрі-музиці на території США. На додаток, платівка була бестселером серед жіночих кантрі-альбомів у 2005, 2006 та 2007 роках.
На чарті Billboard 200 платівка протрималася 137 послідовних тижнів, що стало другим релізом альбому у 2005 після «All the Right Reasons» гурту Nickelback. У 2000-у десятиріччі «Some Hearts» стала 6-ю платівкою, яка найдовше протрималася на американському альбомному чарті. 10 тижнів альбом провів у топ-5 чарту Billboard 200, що стало рекордом серед будь-яких учасників American Idol. На тижні від 12 грудня 2009, після змін правил Billboard, альбом «Some Hearts» знову зайшов на Billboard 200 і посів 132 місце. У 2009 на річному чарті Billboard Year-End Chart альбом протримався на 158 місці за даними по продажах того року. На тижні від 7 серпня 2010 платівка знову увійшла на Billboard 200 під 191 номером. На тижні від 5 грудня 2010 «Some Hearts» ще раз потрапив на Billboard 200, посідаючи 192 місце. На тижні від 8 грудня 2012 платівка знову потрапила на Billboard 200 під номером 69.
| Чарт (2005-07)                  | Місце |
| ------------------------------- | ----- |
| Canadian Albums Chart           | 11    |
| UK Country Albums               | 1     |
| US Billboard 200                | 2     |
| US Billboard Top Country Albums | 1     |

## Учасники запису
Як вказано в лайнерських примітках.
- Том Буковак – електрогітара
- Джим Ван Клів – скрипка
- Ліса Кокран – задній вокал
- Перрі Коулман – задній вокал
- Ренді Кантор – гітара, бас-гітара, бас, клавіші, сталева гітара, програмування, записування
- Джей. Ті. Коренфлос – електрогітара
- Гретчен Пітерс – рядки, автор пісень
- Жанетта Олссон – задній вокал
- Стівен Крук – записування
- Ерік Даркен – ударні
- Шеннон Форрест – барабани
- Пол Франклін – сталева гітара
- Моргейн Хейс – задній вокал
- Вес Хайтаувер – задній вокал
- Марк Хіл – бас-гітара
- Ден Хаф – електрогітара
- Тім Робертс – барабани, асистування інженерії міксингу
- Джон Хейнс – піаніно, додаткова інженерія
- Майк Джонсон – сталева гітара
- Чарлі Джадж – клавіші, програмування
- Хіларі Ліндсі – задній вокал
- Кріс МакХ'ю – барабани
- Гарі Морс – сталева гітара
- Джейкоб Міллер – додаткове вокальне керування
- Карлос Альварез – міксинг
- Брайян Голден – записування
- Мікаль Блу – записування
- Стівен Крук – записування
- Кларіта Санчаз – асистування інженерії міксингу
- Сербан Генея – міксинг
- Стів Нейтан – клавіші
- Мет Роллінгс – піаніно
- Джиммі Лі Слоас – бас-гітара
- Адам Стіффі – мандоліна
- Брайян Саттон – акустична гітара
- Ніл Трешер – задній вокал
- Керрі Андервуд – провідний вокал, задній вокал
- Біф Вотсон – акустична гітара
- Лонні Вілсон – барабани
- Джонатан Юдкін – скрипка, добро, мандоліна, банджо, альт, віолончель, акустична бас-гітара, октофон

## Історія релізів
| Регіон          | Дата              |
| --------------- | ----------------- |
| Велика Британія | 14 листопада 2005 |
| США             | 15 листопада 2005 |
| Нова Зеландія   | 15 листопада 2005 |
| Канада          | 15 листопада 2005 |
| Австралія       | 15 листопада 2005 |
| Японія          | 15 листопада 2005 |
| Ірландія        | 11 січня 2006     |
| Німеччина       | 11 січня 2006     |
| Норвегія        | 11 січня 2006     |
| Данія           | 11 січня 2006     |
| Швеція          | 11 січня 2006     |
| Австрія         | 11 січня 2006     |
| Швейцарія       | 11 січня 2006     |
| Мексика         | 11 січня 2006     |